# Idaea elongaria
Idaea elongaria là một loài bướm đêm trong họ Geometridae.